# Warren Zevon

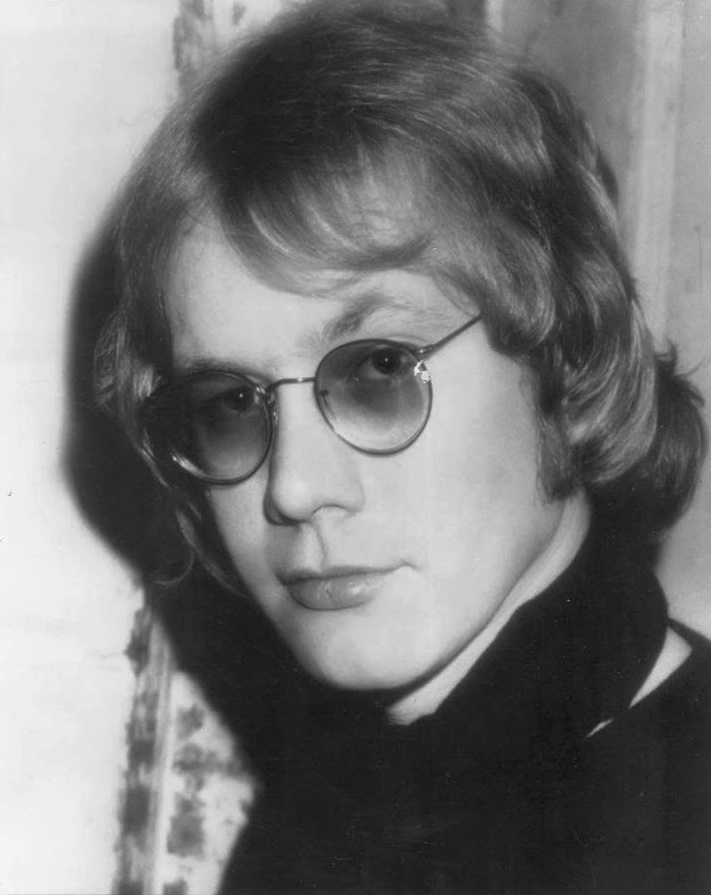
Pressefoto von Warren Zevon (1978), veröffentlicht von Asylum Records

Warren William Zevon (* 24. Januar 1947 in Chicago, Illinois; † 7. September 2003 in Los Angeles, Kalifornien) war ein US-amerikanischer Rock-’n’-Roll-Musiker und Songwriter. Gekennzeichnet hat ihn vor allem seine ironische, fast zynische Lebensauffassung, die sich in seinen oft schwarzhumorigen Songs widerspiegelt – Zevon griff oft politische oder historische Themen auf. Er war nicht nur Freund diverser Autoren wie Hunter S. Thompson, Carl Hiaasen, Ross Macdonald, Thomas McGuane oder Paul Muldoon, er war auch ein ausgezeichneter Kenner von Musik, Kunst, Film und Literatur. Dieses kulturelle Wissen fand sich oft nach Art der Postmoderne in Anspielungen und Zitaten in seiner Musik wieder. Zudem arbeitete Zevon gerne mit befreundeten Autoren zusammen und schrieb mit ihnen Songs. Alle obengenannten Autoren haben in Kooperation mit Zevon mindestens ein Lied geschrieben. Zevon blieb einem größeren Publikum als One-Hit-Wonder mit dem Song Werewolves of London in Erinnerung, war aber unter Kollegen einer der meistgeschätzten Songwriter. Auf ihn trifft der Begriff Kultstar zu – er verkaufte, abgesehen von Werewolves of London und dem dazugehörigen Album Excitable Boy, nie große Mengen von Tonträgern, hatte und hat aber eine treue Fangemeinde.

## Jugend und erste musikalische Erfahrungen
Zevons Kindheit war geprägt von schwierigen, ungewöhnlichen Familienverhältnissen. Die Familie väterlicherseits ist russisch-jüdischer Herkunft. Sein Vater, William Zevon – als William Rubin Zivotovsky 1903 in Kiew in der heutigen Ukraine geboren – kam 1907 nach Amerika. Nach der Ankunft passten er und sein Bruder den Familiennamen amerikanischen Verhältnissen an – aus Zivotovsky wurde Zevon. William Zevons von Armut geprägte Kindheit in Brooklyn, New York mündete schon in jungen Jahren in eine Karriere als professioneller Spieler und Kleinkrimineller. Sein Spitzname Stumpy resultierte aus seiner geringen Körpergröße. William Zevons kriminelle Aktivitäten und die daraus resultierende Ablehnung der Familie von Warrens Mutter bescherten dem jungen Warren eine schwierige Kindheit. Er verarbeitete diesen Teil der Familiengeschichte in dem Lied Mama Couldn’t Be Persuaded (von dem 1976 entstandenen Album Warren Zevon).
Andererseits wurde Zevons musikalisches Talent als Pianist schon früh gefördert. Mit 14 Jahren traf er Igor Stravinsky. Unter Stravinskys Schüler und Assistenten Robert Craft vertiefte er sein Studium klassischer Musik. In seinem letzten Jahr an der Fairfax High School in Los Angeles lernte er Violet Santiago kennen. Zusammen gründeten sie das Duo Lyme & Cybelle. Warren (alias Lyme, benannt nach einem Rasierwasser) schrieb zu diesem Zeitpunkt Folksongs, die er in einer sehr viel höheren Stimmlage sang als zu erfolgreicheren späteren Zeiten. Unter dem Produzenten Bones Howe nahmen Zevon und Santiago als Lyme & Cybelle für die kleine Plattenfirma White Whale zwei Singles auf, denen jedoch kein großer nationaler Erfolg bestimmt war. Follow Me wurde immerhin in Kalifornien ein kleinerer Hit. Nachdem jedoch die Nachfolgesingle – ein Cover des Bob Dylan-Songs If You Gotta Go, Go Now – ebenfalls kein Erfolg wurde, trennten sich Zevons und Santiagos musikalische Wege. Santiago nahm noch eine weitere Single unter dem Namen Lyme & Cybelle auf, allerdings mit einem anderen Lyme. Zevon blieb bei White Whale und versuchte sich als angestellter Liedautor für andere Künstler. Seine Folkballade Like The Seasons (bereits zu Lyme-&-Cybelle-Zeiten geschrieben) wurde von The Turtles als B-Seite eingespielt, sie nahmen außerdem sein Lied Outside Chance auf. Trotzdem gelang Warren nicht der künstlerische Durchbruch. Einige Demoversionen der Songs aus dieser Zeit sowie seine Aufnahmen als Lyme & Cybelle wurden 2003 als The First Sessions veröffentlicht.

## Beginn der Solokarriere
Sein Debütalbum nahm Zevon 1969 wiederum für eine sehr kleine, unabhängige Plattenfirma auf, Imperial. Unter dem Produzenten Kim Fowley entstand Wanted Dead Or Alive, das unter dem Namen Zevon veröffentlicht wurde. Dem Album war kein kommerzieller Erfolg beschieden, und auch künstlerisch war Zevon noch auf der Suche nach einem passenden persönlichen Stil. Von ihm selbst beschrieben als ein Versuch, sein Idol, den Blues-Musiker John Hammond Jr. zu imitieren, schwankt Wanted Dead Or Alive zwischen ziellos wirkenden Bluesversuchen, der Ballade Tule’s Blues (geschrieben für seine damalige Ehefrau Tule Livingston) und dem ersten Lied, der Mordballade A Bullet for Ramona. Das hier ebenfalls enthaltene Lied She Quit Me wurde – in weiblicher Interpretation als He Quit Me – in dem Film Midnight Cowboy verwendet, der im darauffolgenden Jahr mit dem Academy Award als bester Film des Jahres ausgezeichnet wurde.
Nachdem Zevon sich einige Zeit als Studiomusiker sowie als Komponist von Werbe-Jingles verdingt hatte, bekam er durch den gemeinsamen Freund David Marks (ein Gründungsmitglied der Beach Boys, der jedoch nur ein paar Monate in der Band verblieb) Kontakt zu den Everly Brothers und bekam von ihnen eine Stelle als Pianist und musikalischer Leiter der Liveshows. In dieser Funktion lernte er auch Waddy Wachtel kennen, einen der besten Gitarristen der Musikszene in Los Angeles, dessen Gitarrenspiel Warrens Alben bis ins Jahr 1990 und dem Album Mr. Bad Example begleitete. Obwohl er sich in dieser Zeit mit vielen Mitgliedern der dortigen musikalischen Szene anfreundete, darunter Jackson Browne und Lindsey Buckingham (später bei Fleetwood Mac), schien seine Karriere nicht voranzukommen. Frustriert zog Zevon 1974 für ein paar Monate nach Sitges, Spanien an die Costa del Garraf, wo er sich als Barpianist in einem irischen Pub (The Dubliner) verdingte. Dessen Besitzer war ein Ex-Söldner namens David Lindell. Seine Erzählungen mündeten in den gemeinsam geschriebenen Song Roland the Headless Thompson Gunner.
Es war schließlich Jackson Browne, der Zevon davon überzeugte, nach L.A. zurückzukommen. Browne hatte bei dem Chef seiner Plattenfirma Asylum Records, David Geffen, vorgesprochen und seinem Freund Zevon einen Plattenvertrag mit Asylum verschafft. Zurück in L.A. nahm Zevon mit Browne als Produzent und der renommierten Session-Band The Section jenes schlicht Warren Zevon betitelte Album auf, das allgemein als sein künstlerischer Durchbruch gilt. Zevon hatte die lange Zeit zwischen seinem Debütalbum und dem Nachfolger genutzt, um eine Reihe beeindruckender Lieder zu schreiben. Warren Zevon beinhaltet so klassische Songs wie Carmelita (später von unter anderem Dwight Yoakam und den Counting Crows gecovert), The French Inhaler und Desperados Under the Eaves. Dutzende bekannte Musiker wie Phil Everly, Lindsey Buckingham & Stevie Nicks (von Fleetwood Mac), Carl Wilson (von den Beach Boys), David Lindley, Glenn Frey & Don Henley (von den Eagles) und Browne selbst sangen und spielten auf diesem Album.
Trotzdem blieb auch nach Veröffentlichung des von Kritikern hochgelobten Warren Zevon zunächst der Erfolg aus. Es war Linda Ronstadt, die Zevon erstmals Zuspruch und Einkommen brachte, indem sie mehrere seiner Songs wie Hasten Down the Wind, Mohammed’s Radio und Poor Poor Pitiful Me aufnahm und bekannt machte.

## Karriereverlauf

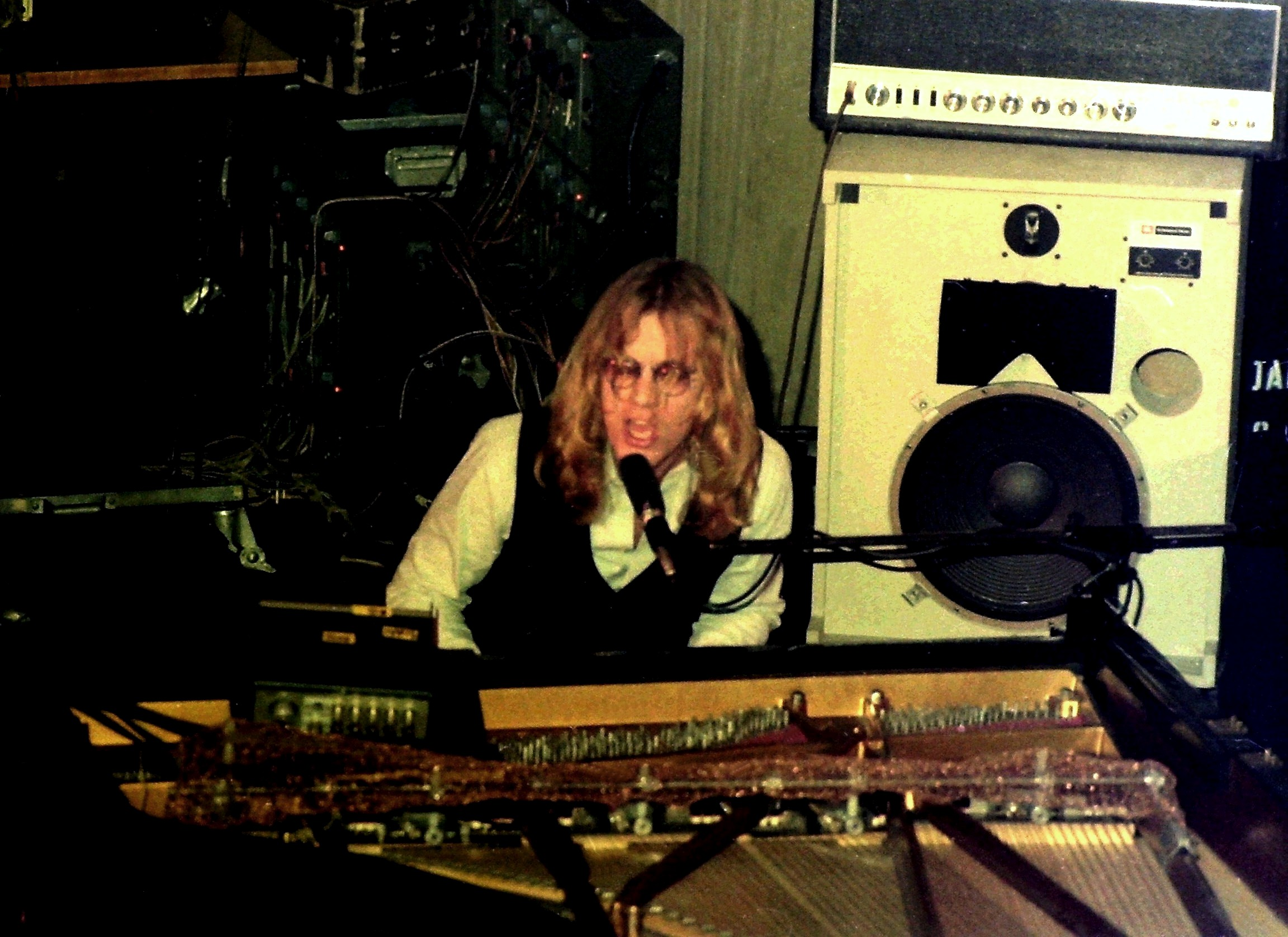
Warren Zevon (1976)

1978 veröffentlichte Zevon dann sein Album Excitable Boy, mit dem er endgültig den Durchbruch schaffte. Diese Platte enthält auch seinen einzigen weltweiten Hit, Werewolves of London (eine Hommage an den Gonzo-Journalisten Hunter S. Thompson, mit dem Warren sich anfreundete), der vielerorts in die Hitparaden kam und sich seitdem in den Vereinigten Staaten vor allem zur Halloweenzeit enormer Beliebtheit erfreut. Der Titelsong der Platte und Lawyers, Guns and Money wurden oft im Radio gespielt und letzteres Lied ist auch heute noch auf vielen Sendern in den Vereinigten Staaten zu hören, die AOR-Musik spielen. Von der historischen Ballade Veracruz über den mit Jackson Browne geschriebenen und gesungenen Popsong Tenderness on the Block bis hin zum Discobeat von Night Time in the Switching Yard zeigt dieses Album Zevons musikalische Bandbreite.
Fast während der gesamten Dekade hatte Zevon mit einem Alkoholproblem zu kämpfen. Sowohl im Studio als auch bei Livekonzerten sang er oft in alkoholisiertem Zustand. 1979 unternahm er eine Entziehungskur. Sein Kampf mit Alkoholismus wurde von ihm offen thematisiert, etwa in einem Interview für das Musikmagazin Rolling Stone im Jahr 1981 oder in dem späteren Song Detox Mansion, nachdem Zevon Mitte der 1980er rückfällig geworden war.
1980 brachte Zevon das Album Bad Luck Streak in Dancing School heraus, welches er dem Romanautor Ross Macdonald widmete, der ihm während einer schwierigen Zeit im Jahre 1979 zur Seite stand. Das Album war nicht so erfolgreich wie Excitable Boy und auch die veröffentlichten Singles wie Gorilla, You’re a Desperado konnten nicht an den Überraschungserfolg von Werewolves of London anknüpfen.
Es folgte das Livealbum Stand in the Fire, das für die darauf enthaltenen explosiven Darbietungen alter Klassiker sowie neuer Stücke wie dem Titelsong von Kritikern regelmäßig als eines der besten Livealben aller Zeiten gepriesen wird. Seine Zusammenarbeit mit der Gruppe The Boulders auf dieser Platte sorgt für einen raueren, eindeutig Rock-’n’-Roll-lastigeren Sound als auf den mit Studiomusikern eingespielten Alben.
1982 folgte mit The Envoy das letzte Studioalbum für Asylum, das trotz anhaltendem Kritikerlob wiederum kein großer kommerzieller Erfolg wurde. Nach der Veröffentlichung einer Zusammenstellung seiner Hits und bekanntesten Songs, A Quiet Normal Life: The Best of Warren Zevon trennten sich die Wege von Zevon und Asylum/Elektra.
1986 wurden Filmfans an Warren Zevon und seinen größten Hit erinnert, als Martin Scorsese eine wichtige Szene im Film Die Farbe des Geldes mit Werewolves of London untermalen ließ.
Sein Comeback nach einer Zeit ohne Plattenvertrag und einem weiteren Kampf mit Alkoholismus feierte Zevon 1987 dann mit dem vielbeachteten Album Sentimental Hygiene, bei dem ihn eine ganze Reihe prominenter Kollegen unterstützte. Dazu gehörten etwa Neil Young, Bob Dylan, George Clinton, Jennifer Warnes und Mitglieder von den Red Hot Chili Peppers, Tom Petty & the Heartbreakers und R.E.M. Peter Buck, Mike Mills und Bill Berry (also alle R.E.M.-Mitglieder außer Sänger Michael Stipe) spielen auf fast allen Songs. Diese Zusammenarbeit wurde unter dem Bandnamen Hindu Love Gods fortgeführt, unter dem Zevon und die drei R.E.M.-Musiker sich als Coverband alter Bluessongs präsentieren. 1990 wurde ein Album unter dem Bandnamen Hindu Love Gods veröffentlicht, unter dessen Songs ein Cover des Prince-Songs Raspberry Beret hervorstach.
1989 veröffentlichte Zevon sein zweites und letztes Album für Virgin, das von Cyberpunk-Konzepten inspirierte Konzeptalbum Transverse City über modernes und zukünftiges Leben in der Großstadt. Als Gäste waren diesmal Jerry García (Grateful Dead), David Gilmour, Chick Corea und wiederum Neil Young mit dabei.
Nur ein Jahr später kam Mr. Bad Example heraus, das von vielen Fans als eines von Zevons besten Alben gefeiert wird. Es enthält sowohl ruhigere Balladen wie Heartache Spoken Here als auch Rocksongs wie Finishing Touches. Der hier enthaltene Song Things to Do in Denver When You’re Dead diente als Inspiration für das Drehbuch des gleichnamigen im Jahre 1994 unter Regie von Gary Fleder entstandenen Films, der in Deutschland als Das Leben nach dem Tod in Denver veröffentlicht wurde.
Während seiner ganzen Karriere unternahm Zevon Konzerttourneen, entweder mit Band oder als Solokünstler. Bei den Auftritten als Solokünstler mit Gitarre und Klavier erklärte Zevon süffisant, er sei ein Heavy Metal Folksänger. Aufnahmen einer Solotournee wurden 1992 unter dem Titel Learning to Flinch (der Titel entstammt einem Gedicht des amerikanischen Dichters Robert Lowell) veröffentlicht.
Sein 1995 erschienenes Album Mutineer war das erste, das Zevon in seinem Heimstudio herstellte, dabei allerdings auch das erste, dessen idiosynkratische Produktion kritisiert wurde. Ein kommerzieller Erfolg wurde es wieder einmal nicht.
Im Verlauf seiner Musikerkarriere trat Zevon öfter zusammen mit Stephen King und dessen Band Rock Bottom Remainders auf. Bei den Auftritten verlangte Zevon oft von King, seinen Hit Werevolves of London als Lead-Sänger zu interpretieren, indem er King aufforderte: „G-Dur, und heul einfach aus voller Kehle. Vor allem aber: ‚Spiel wie Keit‘“.
Erneut ohne Plattenvertrag, zog sich Zevon ins Privatleben zurück, nahm jedoch in seinem Heimstudio diverse Demos auf. Als er diese dem alten Freund Jackson Browne vorspielte, half dieser Zevon wie schon über zwanzig Jahre zuvor, eine Plattenfirma zu finden. Bei Artemis wurde Life’ll Kill Ya 1999 veröffentlicht und mit viel Kritikerlob bedacht. Viele sahen in dem Album eine Rückkehr zur Bestform Zevons. Das Album My Ride’s Here folgte 2001. Die Titelsongs beider Alben setzen sich explizit mit dem Thema Sterben auseinander, was sich retrospektiv als eine Art Prophezeiung lesen ließ, als Zevon 2002 nach Klagen über Kurzatmigkeit von seinem Zahnarzt ermutigt wurde, einen Arzt aufzusuchen. Dabei wurde bei ihm ein inoperables Mesotheliom (eine Form von Lungenkrebs) im Endstadium diagnostiziert. Ihm wurde eine Lebenserwartung von drei Monaten gegeben.

## Zevons letztes Lebensjahr undThe Wind
Daraufhin begann er sein letztes Album The Wind aufzunehmen, auf dem einige seiner engeren Freunde als Gäste mitwirkten, darunter Bruce Springsteen, Don Henley, Tom Petty, Timothy B. Schmit, Joe Walsh, David Lindley, Billy Bob Thornton und Emmylou Harris. Zevon hatte entschieden, dass es ihm in seinen Liedern am besten gelingen würde, sich von Freunden und Verwandten zu verabschieden. Die aufgrund von Zevons Gesundheitszustand schwierigen und langwierigen Aufnahmen wurden von einem Fernsehteam begleitet und in einer auf dem Musiksender VH 1 ausgestrahlten Dokumentation namens Keep Me in Your Heart gezeigt, die später auch auf DVD veröffentlicht wurde.
Am 30. Oktober 2002 war Zevon Gast in der Late Night Show mit David Letterman. Dort spielte er einige Songs und sprach ausführlich über seine Krankheit. Zuvor war er in der Show ein häufiger Gast gewesen und übernahm auch gelegentlich als Ersatz die Rolle des Bandleaders in Lettermans TV-Shows.
Zevon überlebte die Prognose der Ärzte um über neun Monate und er lebte lange genug, um die Geburt zweier Enkelsöhne (Zwillinge) im Juni 2003 und die Veröffentlichung seines letzten Albums The Wind am 28. August 2003 noch miterleben zu können. Einer seiner Enkelsöhne bekam von Zevons Tochter Ariel und ihrem Mann den Namen Warren als zweiten Vornamen.
The Wind ist ein einzigartiges Album der Musikgeschichte. Im Gegensatz zu anderen „letzten Alben“ setzt er sich als Künstler mit seinem eigenen Tod und Vermächtnis direkt auseinander. Dieser Subtext macht auch die bedrückende, dabei aber immer lebensbejahende Stimmung des Albums aus. Als Zeichen des typischen Humors Zevons ist als einzige Coverversion Knockin’ on Heaven’s Door enthalten. Bob Dylan schrieb über sie: „Eine großartige Platte […] Eine Wahnsinnsleistung, und das gilt für alle, die mitspielen. Da ist kein einziger schiefer Ton dabei, vom Gitarristen bis zum Bassisten. Hier geht es um den Inhalt, und der wird akkurat rübergebracht.“
Am 7. September 2003 starb Zevon in seinem Haus in Los Angeles an den Folgen seiner Krebserkrankung.

## Posthume Ehrungen und Veröffentlichungen
The Wind wurde das erfolgreichste Album in Zevons Karriere seit Excitable Boy. Zevon erhielt fünf posthume Grammy-Nominierungen – unter anderem für Keep Me in Your Heart als Song des Jahres. Er gewann zwei Preise, für The Wind als bestes Folk-Album und für das mit Bruce Springsteen aufgenommene Disorder in the House als besten Rocksong von einem Duo oder einer Gruppe.
Das Tributealbum Enjoy Every Sandwich: Songs of Warren Zevon wurde am 19. Oktober 2004 veröffentlicht. Sein Sohn Jordan Zevon übernahm dabei einen Großteil der Arbeit für das Album und nahm einen unveröffentlichten Song seines Vaters, Studebaker auf. Der Titel der CD geht auf die Aussage eines Arztes zurück, der Warren Zevon nach der Diagnose Lungenkrebs den Rat gab, er solle ab jetzt jede Klappstulle genießen.
Im März 2007 wurden die Alben Excitable Boy, Stand In The Fire und The Envoy als klangtechnisch überarbeitete Remaster-Editionen mit Bonustracks veröffentlicht. Für Stand in the Fire und The Envoy ist es das erste Mal, dass sie offiziell auf CD erhältlich sind.
Am 1. Mai 2007 wurde Preludes: Rare And Unreleased Recordings veröffentlicht, ein Zwei-CD-Set, das neben einem Interview mit Zevon 16 nicht veröffentlichte Songs enthält, darunter diverse Demoversionen bekannter Songs sowie sechs nie in irgendeiner Form veröffentlichte Lieder. Eine Spezialedition der amerikanischen Best-Buy-Kaufhauskette enthält drei zusätzliche Songs.
Am selben Tag erschien I’ll Sleep When I’m Dead: The Dirty Life and Times of Warren Zevon, eine von Zevons Ex-Frau Crystal Zevon geschriebene Biographie. Zevon selbst bat kurz vor seinem Tod seine Ex-Frau darum, diese Biographie zu schreiben. Seine explizite Aufforderung, alle Einzelheiten, positive wie negative, zu präsentieren, sorgte für ein gespaltenes Echo auf das Buch. Viele Fans empfinden das Werk als zu einseitig und negativ, mit zu großem Augenmerk auf Zevons Drogen- und Frauengeschichten.
Eine Hommage erfuhr Werewolves of London durch den Song All Summer Long von Kid Rock, in dem Warren Zevons Stück das Rückgrat für eine Einbindung des Rock-Klassikers Sweet Home Alabama bildet.
In der Fernsehserie Californication werden Zevon und sein Talent in mehreren Episoden thematisiert, des Weiteren wurden einige seiner Songs für den offiziellen Soundtrack ausgewählt und laufen in der Serie im Hintergrund.
In der allerletzten Folge der Fernsehserie Dr. House wird ebenfalls Keep Me in Your Heart gegen Ende nach dem vermeintlichen Ableben des Titelhelden gespielt.

## Diskografie

### Alben
| Jahr | Titel                             | Höchstplatzierung, Gesamtwochen, AuszeichnungChartplatzierungen (Jahr, Titel, Platzierungen, Wochen, Auszeichnungen, Anmerkungen) | Höchstplatzierung, Gesamtwochen, AuszeichnungChartplatzierungen (Jahr, Titel, Platzierungen, Wochen, Auszeichnungen, Anmerkungen) | Anmerkungen |
| Jahr | Titel                             | UK | US | Anmerkungen |
| ---- | --------------------------------- | --- | --- | ----------- |
| 1976 | Warren Zevon                      | — | US189 (2 Wo.)US |             |
| 1978 | Excitable Boy                     | — | US8 Platin · (28 Wo.)US |             |
| 1980 | Bad Luck Streak in Dancing School | — | US20 (16 Wo.)US |             |
| 1981 | Stand In The Fire                 | — | US80 (10 Wo.)US |             |
| 1982 | The Envoy                         | — | US93 (13 Wo.)US |             |
| 1987 | Sentimental Hygiene               | — | US63 (18 Wo.)US |             |
| 2000 | Life’ll Kill Ya                   | — | US173 (1 Wo.)US |             |
| 2002 | Genius: The Best of Warren Zevon  | — | US168 (1 Wo.)US |             |
| 2003 | The Wind                          | UK57 (1 Wo.)UK | US12 (18 Wo.)US |             |

Weitere Alben
- 1969: Wanted Dead or Alive
- 1982: Capitol Theatre WNEW-FM Broadcast
- 1986: A Quiet Normal Life: The Best of Warren Zevon (US: Gold)
- 1987: Live BBC
- 1989: Transverse City
- 1990: Hindu Love Gods
- 1991: Mr. Bad Example
- 1993: Learning to Flinch
- 1995: Mutineer
- 1996: I’ll Sleep When I’m Dead (An Anthology)
- 2002: My Ride’s Here
- 2003: The First Sessions
- 2004: Enjoy Every Sandwich
- 2007: Preludes: Rare and Unreleased Recordings

### Singles
| Jahr | Titel Album                                      | Höchstplatzierung, Gesamtwochen, AuszeichnungChartplatzierungen (Jahr, Titel, Album, Platzierungen, Wochen, Auszeichnungen, Anmerkungen) | Höchstplatzierung, Gesamtwochen, AuszeichnungChartplatzierungen (Jahr, Titel, Album, Platzierungen, Wochen, Auszeichnungen, Anmerkungen) | Anmerkungen                   |
| Jahr | Titel Album                                      | UK | US | Anmerkungen                   |
| ---- | ------------------------------------------------ | --- | --- | ----------------------------- |
| 1978 | Werewolves of London Excitable Boy               | UK87 Silber · (2 Wo.)UK | US21 (12 Wo.)US | Charteinstieg in UK erst 1987 |
| 1980 | A Certain Girl Bad Luck Streak in Dancing School | — | US57 (7 Wo.)US |                               |

## Auszeichnungen für Musikverkäufe
| Goldene Schallplatte - Kanada - 1978: für das Album Excitable Boy |

Anmerkung: Auszeichnungen in Ländern aus den Charttabellen bzw. Chartboxen sind in ebendiesen zu finden.
| Land/RegionAuszeichnungen für Musikverkäufe (Land/Region, Auszeichnungen, Verkäufe, Quellen) | Silber  | Gold     | Platin  | Verkäufe  | Quellen         |
| -------------------------------------------------------------------------------------------- | ------- | -------- | ------- | --------- | --------------- |
| Kanada (MC)                                                                                  | —       | Gold1    | —       | 50.000    | musiccanada.com |
| Vereinigte Staaten (RIAA)                                                                    | —       | Gold1    | Platin1 | 1.500.000 | riaa.com        |
| Vereinigtes Königreich (BPI)                                                                 | Silber1 | —        | —       | 200.000   | bpi.co.uk       |
| Insgesamt                                                                                    | Silber1 | 2× Gold2 | Platin1 |           |                 |